# Ardengost
Ardengost är en kommun i departementet Hautes-Pyrénées i regionen Occitanien i sydvästra Frankrike. Kommunen ligger i kantonen Arreau som tillhör arrondissementet Bagnères-de-Bigorre. År 2022 hade Ardengost 12 invånare.

## Befolkningsutveckling
Antalet invånare i kommunen Ardengost
| Referens: INSEE |